# Phigalia titea
Phigalia titea là một loài bướm đêm trong họ Geometridae.

## Hình ảnh

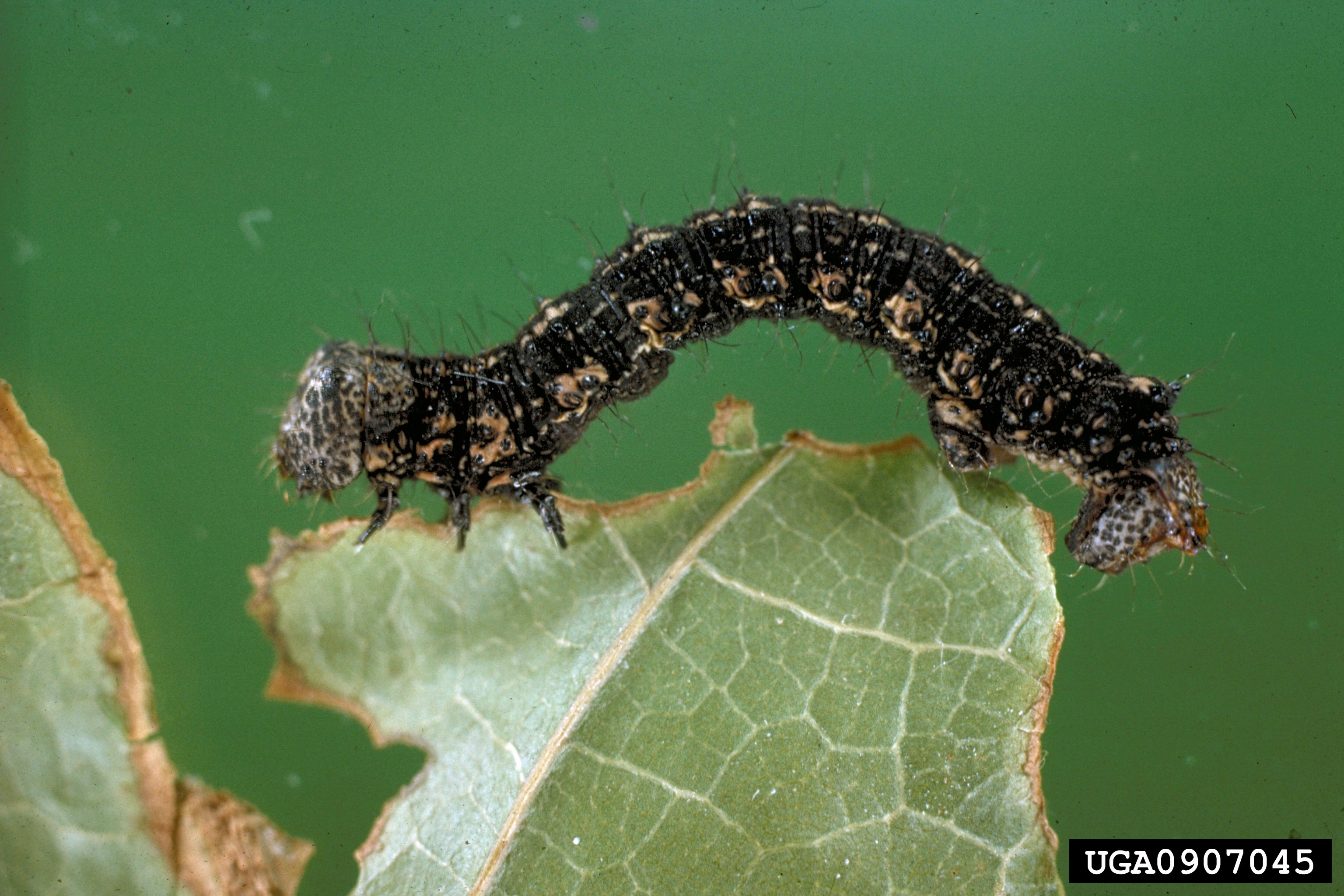
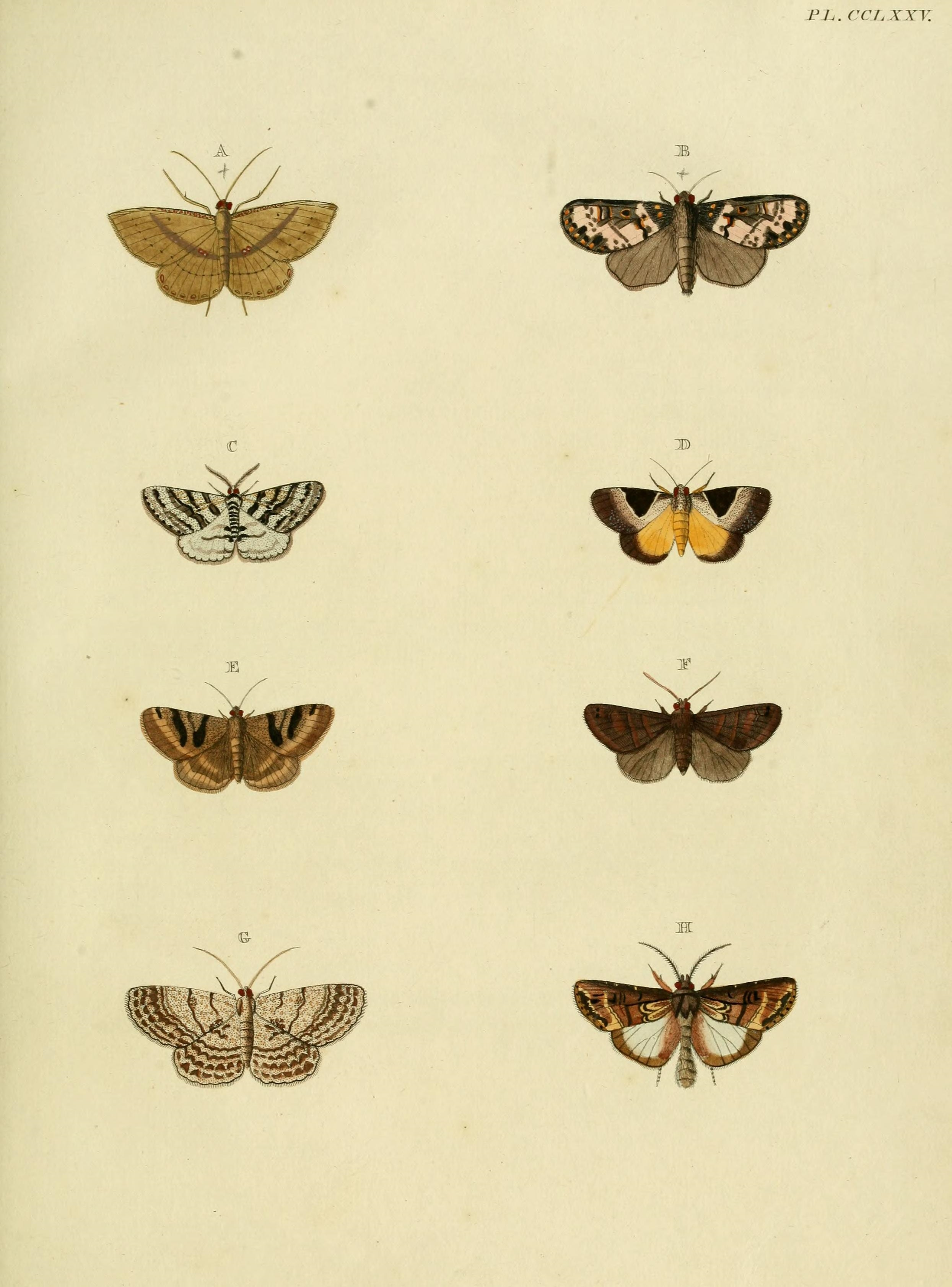